# إريك بواتينغ
إريك بواتينغ (بالإنجليزية: Eric Boateng)‏ مواليد 20 نوفمبر 1985، هو لاعب كرة سلة بريطاني يلعب في الدوري الفرنسي لكرة السلة الدرجة الأولى ويحمل الرقم 18. يبلغ طوله 6 قدم 10 بوصة (2.1 م).

## روابط خارجية
- إريك بواتينغ على موقع الاتحاد الدولي لكرة السلة (الإنجليزية)
- إريك بواتينغ على موقع كرة السلة الأوروبية.كوم (الإنجليزية)
- إريك بواتينغ على موقع كلية كرة السلة في سبورتس رفرنس.كوم (الإنجليزية)
- إريك بواتينغ على موقع ريلجم (الإنجليزية)
- إريك بواتينغ على موقع بروبوليرز (الإنجليزية)
- إريك بواتينغ على موقع سبورتس رفرنس (الإنجليزية)
- إريك بواتينغ على موقع سبورتس رفرنس (الإنجليزية)
- إريك بواتينغ على موقع أوليمبيديا (الإنجليزية)
- إريك بواتينغ على موقع اللجنة الأولمبية البريطانية (الإنجليزية)